# Conversano
Conversano je starobylé italské město v provincii Bari, Puglia. Nachází se v tzv. „podpatku italské boty“. Leží 30 km jihozápadně od Bari a 7 km od pobřeží Jaderského moře v nadmořské výšce 219 m. Puglia je jediným italským regionem, kde hora chybí.
Díky úrodné půdě a mírnému klimatu se místní obyvatelé zabývají převážně zemědělskou výrobou. Konkrétně se odtud vyváží mandle, olivy nebo třešně.

## Historie
První zmínky o městě jsou již z doby železné, kdy neslo název Norba. Umístění bylo velmi dobré pro rozvoj hospodářství. Později se stalo vzkvétajícím obchodním městem, které bylo ovlivněno nedalekou řeckou kolonií. O bohatství Norby svědčí nálezy váz, talířů, hrnků, šperků a zbraní.
V roce 268 př. n. l. převzali kontrolu nad městem Římané. O mnoho let později, po úpadku Říma, přišla Norba o své bohatství kvůli útokům barbarů, kteří město vyplenili.
Město bylo obnoveno v 5. století n. l. a neslo název Casale Cupresanem. Důležitosti nabylo v roce 1054, kdy Norman lord Goffredo d'Altavilla získal titul „Hrabě z Conversana“ a vytvořil z nového města administrativní centrum regionu, který se rozšířil mezi Bari a Lecce. Po jeho smrti, v roce 1101, zdědili region jeho synové Roberto a Alessandro. V roce 1132 byl Alessandro poražen Ruggerem II. Sicilským a uprchl do Dalmácie. Kraj byl přidělen Robertu I. Bassunvillskému. V dalších letech se u moci vystřídalo mnoho rodů - Briennové, Enghienové, Lucemburkové a Orsiniové. Poslední hrabě z rodu Orsini del Brazo, Giovanni Antonio, dal kraj jako věno své dceři Caterine, která se provdala za Giulia Antonia Acquaviva d'Aragona, teramského hraběte a vévodu z Atri. U moci setrval tento rod až do počátku 19. století.
Na konci 19. století a v prvních dvou desetiletích 20. století vypukly v Conversanu politické a sociální boje, které vyvrcholily v roce 1921 atentátem fašistů na poslance Giuseppe di Vagno.

## Památky

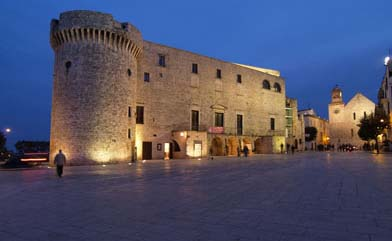
Hrad Conversano

### Castello di Conversano
Hrad Conversano byl postaven Normany okolo roku 1054 jako pevnost. V 17. století se stal sídlem rodu Acquaviva, kteří jej přesavěli do moderní podoby. V 15. století nechal Giulio Antonio Acquaviva postavit okrouhlou věž, která je dnes symbolem Conversana. V současné době je hrad v soukromém vlastnictví, a tak je vstup možný jen do několika místností.

### Cattedrale di Conversano

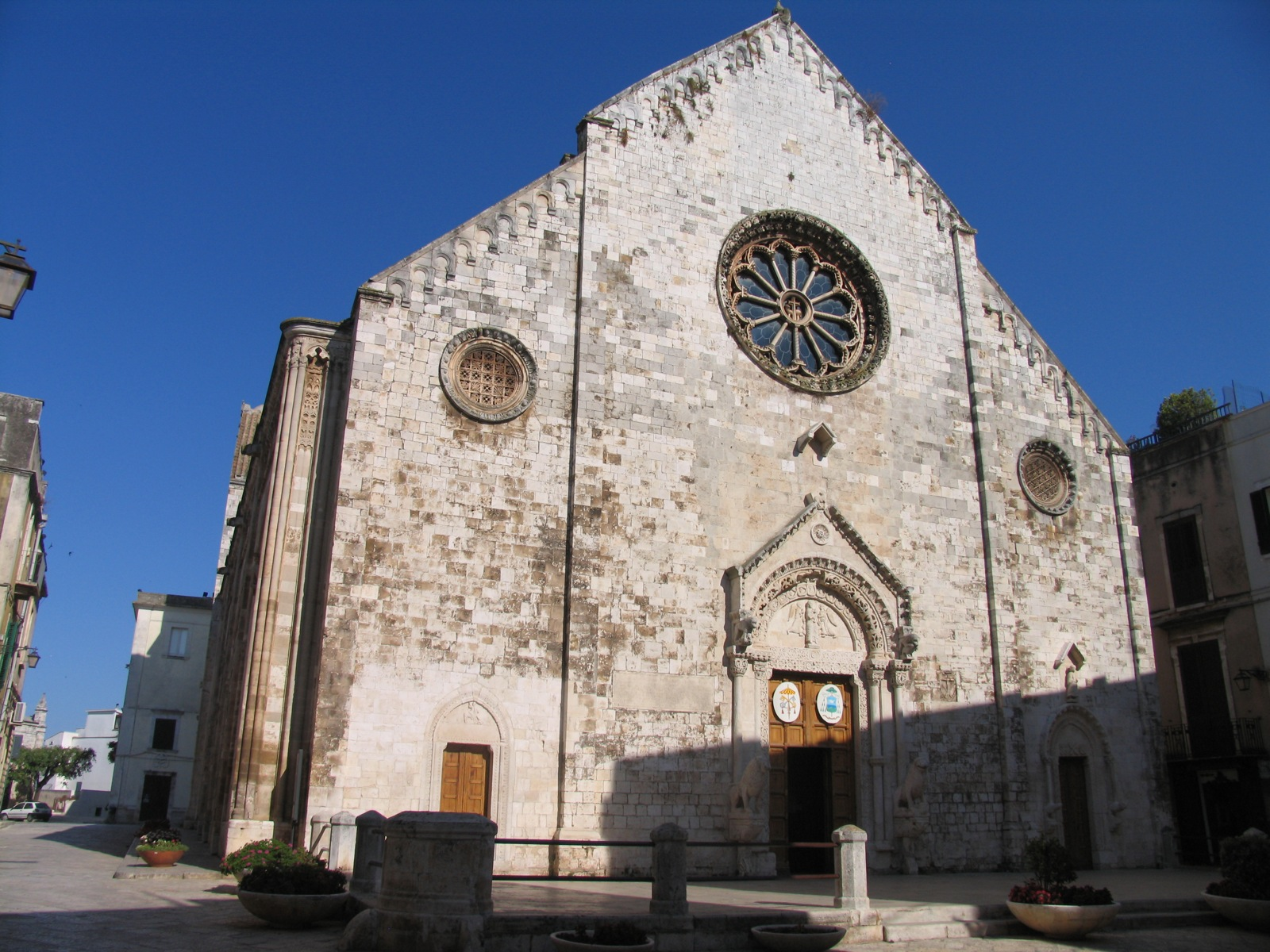
Katedrála Conversano

Katedrála Conversano pochází z konce 11. století a je zasvěcena Panně Marii. V roce 1911 požár zcela zničil interiér kostela. Z katedrály zbyly pouze boční stěny, hlavní průčelí a apsidy.

### La Chiesa di Santa Caterina
Kostel Santa Caterina byl pravděpodobně postaven ve 12. století byzantskými mnichy. Je to malá románská stavba asi 1 km od města.

### Monastero di San Benedetto
Klášter San Benedetto pochází z 6. století. Od roku 1266 až do počátku 19. století byl sídlem abatyší.

## Partnerská města
- Betlém, Palestina, 2009
- Cascia, Itálie, 1998
- Fratta Polesine, Itálie, 2008
- Nardò, Itálie, 2008
- Trecenta, Itálie, 2008
- Recanati, Itálie, 2008